# Collada (Tineo)
Collada (en asturiano y oficialmente Coḷḷada) es una parroquia perteneciente al concejo asturiano de Tineo, España, y un lugar de dicha parroquia.
La parroquia se sitúa en el sureste del concejo a las orillas del río Narcea. El lugar de Collada se sitúa a una altitud de 500 m y dista 21 km de la villa de Tineo, capital del concejo.

## Entidades de población
La parroquia cuenta con las siguientes entidades de población, con el tipo de población según el Nomenclátor de la Sociedad Asturiana de Estudios Económicos e Industriales, la toponimia asturiana oficial en asturiano y la población según el Instituto Nacional de Estadística:
| Localidad         | Nombre oficial (en asturiano) | Tipo de población | Habitantes (INE, 2020) |
| La Cebedal        | L'Acebedal                    | Aldea             | 5                      |
| Ceceda            | Ceceda                        | Aldea             | 18                     |
| Collada           | Coḷḷada                       | Lugar             | 18                     |
| La Fajera         | La Faxera                     | Aldea             | 7                      |
| Ordial de Collada | Ordial                        | Casería           | 5                      |
| El Prado          | El Prau                       | Aldea             | 5                      |
| La Rebollosa      | La Reboḷḷosa                  | Aldea             | 18                     |
| Recorba           | Recorva                       | Aldea             | 7                      |
| Villarino del Río | Viḷḷeirín                     | Aldea             | 7                      |

## Población
En 2020 contaba con una población de 30 habitantes (INE, 2020) repartidos en un total de 41 viviendas (INE, 2010).